# Thesprotia
Thesprotia (greacă Θεσπρωτία), denumită în trecut și Ciamuria, este o prefectură greacă, în periferia Epir. Reședința sa este Igoumenitsa.

## Municipalități și comunități
| Municipalitate | Cod YPES | Reședință (dacă e diferită) | Cod poștal | Cod zonal |
| -------------- | -------- | --------------------------- | ---------- | --------- |
| Acherontas     | 2001     | Gardiki                     | 460 31     | 26660-41  |
| Filiates       | 2010     |                             | 463 00     | 26640-22  |
| Igoumenitsa    | 2002     |                             | 461 00     | 26650-2   |
| Margariti      | 2003     |                             | 460 30     | 26650-9   |
| Paramythia     | 2004     |                             | 462 00     | 26660-2   |
| Parapotamos    | 2005     |                             | 461 00     | 26650-92  |
| Sagiada        | 2007     | Asprokklisi                 | 463 00     | 26640-51  |
| Syvota         | 2009     | Plataria                    | 461 00     | 26650-71  |
| Comunitate     | Cod YPES | Reședință (dacă e diferită) | Cod poștal | Cod zonal |
| Perdika        | 2006     |                             | 461 00     | 26650-91  |
| Souli          | 2008     | Samonida                    | 460 31     | 26660-24  |